# Majakovskaja (metropolitana di Mosca)
Majakovskaja in russo Маяко́вская? è la stazione più famosa della Linea Zamoskvoreckaja, la linea 2 della Metropolitana di Mosca. Considerata la più bella stazione della rete, è uno dei migliori esempi di architettura stalinista pre-bellica, il che la rende una delle stazioni della metropolitana più famose al mondo.
La stazione fu costruita insieme alle altre della seconda tratta dell'espansione della metropolitana moscovita e fu inaugurata l'11 settembre 1938. Dato che la prima tratta ebbe l'obiettivo di costruire il sistema stesso, le stazioni appaiono modeste in confronto a quelle della seconda tranche sia dal punto di vista architettonico che da quello ingegneristico. Per la prima volta al mondo, con questa nuova tratta, gli ingegneri furono in grado di costruire uno spazio a singola volta sostenuto da due serie di colonnati su ogni lato. Questa soluzione diede origine al nuovo design, di cui Majakovskaja fu la prima stazione ad essere provvista.
Al trionfo dell'ingegneria si aggiunse l'interessante opera di decorazione art déco di Aleksej Duškin. Basata sul futuro sovietico, secondo la visione del famoso poeta Vladimir Majakovskij, da cui la fermata prende nome, la stazione presenta colonne ricoperte da acciaio inossidabile e rodonite rosa, mura in marmo Ufaley e diorite grigia e motivi floreali in marmo rosa e bianco. Circondati da filamenti di luce, sul soffitto vi sono 34 mosaici di Aleksandr Dejneka, dal tema "Cielo sovietico 24 ore": il passeggero deve guardare in alto e vedere il luminoso futuro sovietico nel cielo sopra di lui.
Situata a 33 metri dalla superficie, la stazione divenne famosa durante la seconda guerra mondiale quando all'interno della fermata venne costruito un rifugio antiaereo. Nell'anniversario della Rivoluzione di Ottobre, il 7 novembre 1941, Stalin personalmente fece un discorso a un'assemblea di leader del partito e ad alcuni moscoviti nell'atrio centrale della stazione.
Nel 2005 fu costruita una seconda uscita a senso unico. I passeggeri che devono uscire dalla stazione devono prima scendere una breve scala verso un atrio sotterraneo e poi salire di nuovo verso la superficie. La nuova uscita ha anche permesso l'accesso al 25° mosaico, che prima era nascosto dietro il corridoio di servizio. Il busto del poeta fu spostato al nuovo ingresso in superficie, il cui soffitto è anche decorato con una composizione a mosaico tratta dal romanzo del poeta "Cielo di Mosca".